# Mantoche
 Mantoche  es una población y comuna francesa, situada en la región de Franco Condado, departamento de Alto Saona, en el distrito de Vesoul y cantón de Autrey-lès-Gray.

## Geografía
Los siguientes municipios limitan con la población de Essertenne-et-Cecey; el orden parte del noreste y sigue la dirección de las agujas del reloj:
Arc-lès-Gray, Gray-la-Ville y Velet, Esmoulins, Apremont, Essertenne-et-Cecey, Autrey-lès-Gray, Poyans, Nantilly.

## Demografía
| 505 | 541 | 483 | 511 | 517 | 511 | 502 |
| Para los censos de 1962 a 1999 la población legal corresponde a la población sin duplicidades (Fuente: INSEE [Consultar]) |     |     |     |     |     |     |